# Carya glabra
Carya glabra är en valnötsväxtart som först beskrevs av Philip Miller, och fick sitt nu gällande namn av Robert Sweet. Carya glabra ingår i släktet hickory, och familjen valnötsväxter. Inga underarter finns listade i Catalogue of Life. Utbredning: Nordamerika.

## Bildgalleri

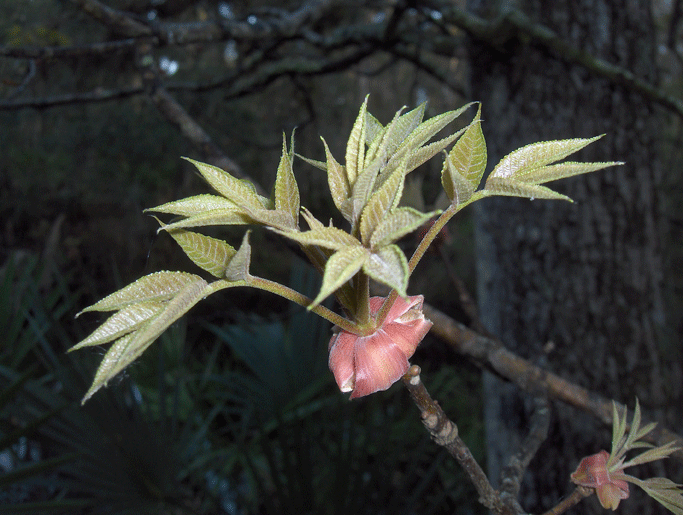
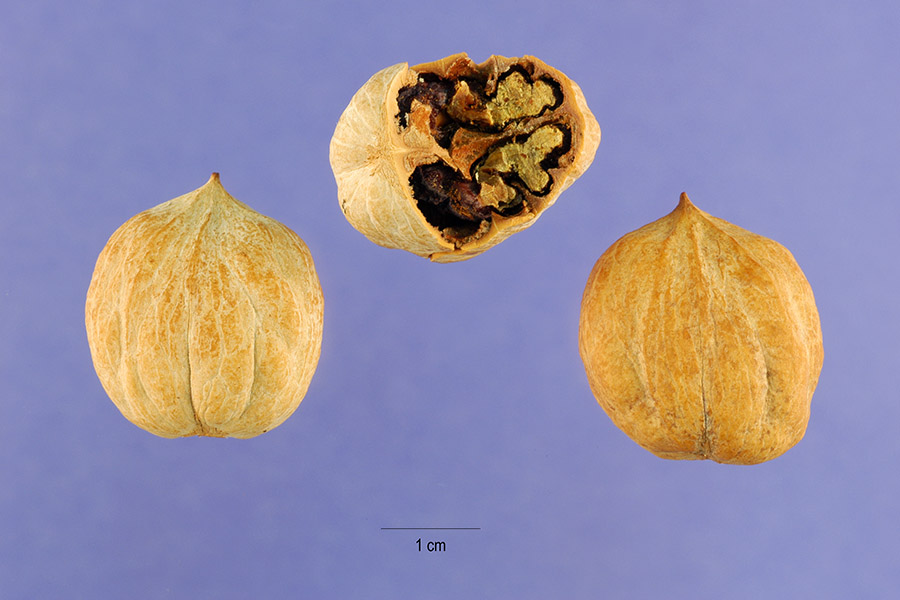
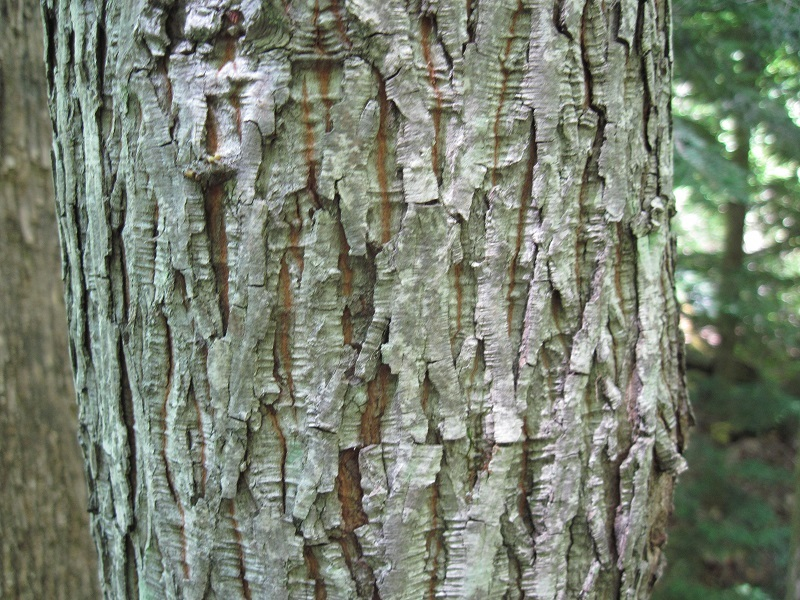
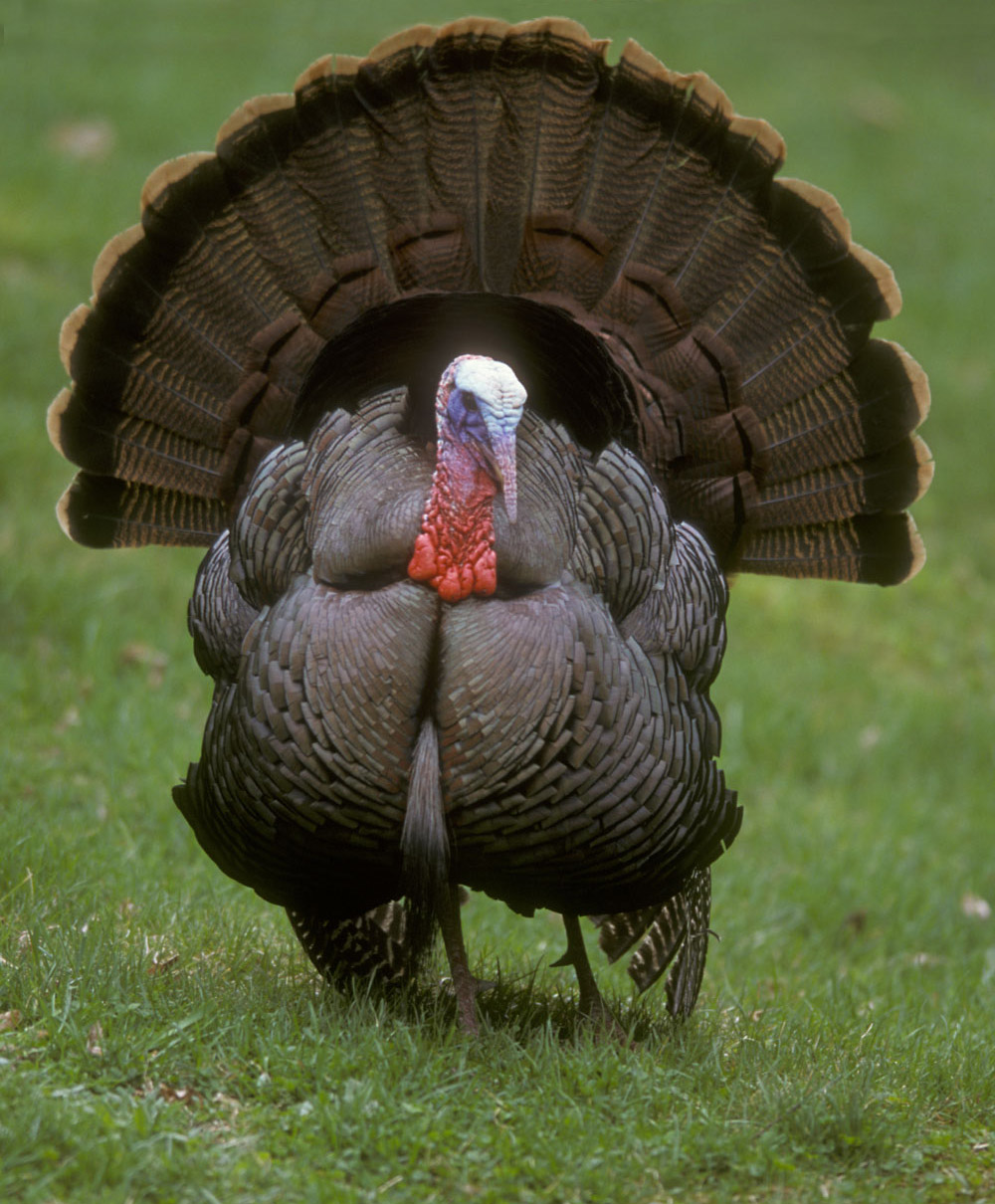
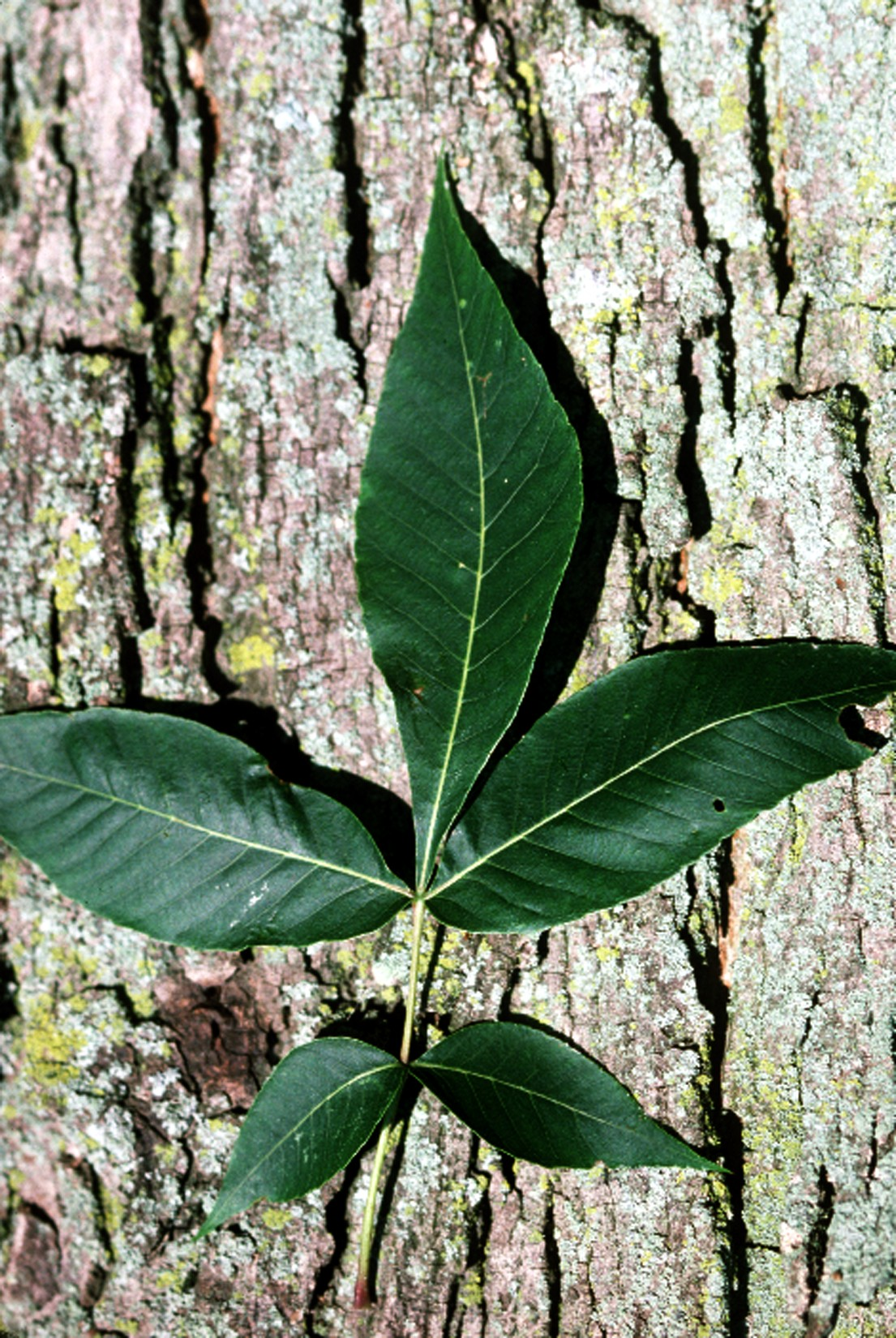
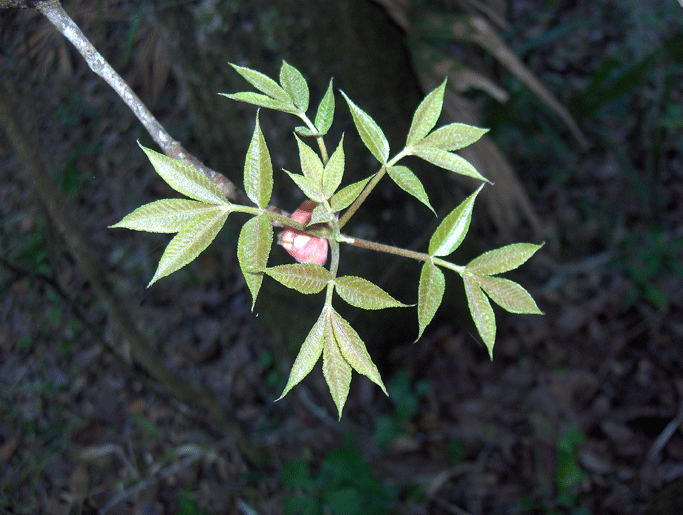